# موسى ليبوسا
موسى ليبوسا (من مواليد 10 أكتوبر 1992) هو لاعب كرة قدم محترف من جنوب إفريقيا يلعب لصالح ماميلودي صن داونز.